# As the Palaces Burn
As the Palaces Burn – drugi album studyjny amerykańskiego zespołu muzycznego Lamb of God. Wydawnictwo ukazało się 6 maja 2003 roku nakładem wytwórni muzycznej Prosthetic Records. Nagrania zostały zarejestrowane w Montana, Inc. w Richmond we współpracy z Devinem Townsendem. Miksowanie odbyło się w Hipposonic Studios w Vancouver. Z kolei mastering został wykonany w Marcussen Mastering w Hollywood.
Album dotarł do 64. miejsca listy Billboard 200 w Stanach Zjednoczonych. Do grudnia 2013 roku płyta znalazła 270 tys. nabywców w USA.

## Lista utworów
Opracowano na podstawie materiału źródłowego.
1. "Ruin" – 3:55
2. "As the Palaces Burn" – 2:26
3. "Purified" – 3:10
4. "11th Hour" – 3:45
5. "For Your Malice" – 3:43
6. "Boot Scraper" – 4:35
7. "A Devil in God's Country" – 3:13
8. "In Defense of Our Good Name" – 4:10
9. "Blood Junkie" – 4:22
10. "Vigil" – 4:43

## Twórcy
Opracowano na podstawie materiału źródłowego.
| Zespół Lamb of God w składzie - Randy Blythe – śpiew - Mark Morton – gitara - Willie Adler – gitara - John Campbell – gitara basowa - Chris Adler – perkusja, instrumenty perkusyjne |  | Inni - Chris Poland – gitara (3) - Steve Austin – gitara (4) - Louie Teran – mastering - Shaun Thingvold – miksowanie - Daragh McDonagh – zdjęcia - Devin Townsend – produkcja muzyczna, inżynieria dźwięku, gitara (7) - Carla Lewis, Dan Kearley, Dennis Solomon, Grant Rutledge, Scott Cooke – asystenci inżyniera dźwięku |